# Klubi Futbollit Tirana 2012-2013
Questa voce raccoglie le informazioni riguardanti il Klubi Futbollit Tirana nelle competizioni ufficiali della stagione 2012-2013.

## Rosa
| N. |                    | Ruolo | Calciatore            |
| -- | ------------------ | ----- | --------------------- |
| 1  | Albania (bandiera) | P     | Ilion Lika (capitano) |
| 12 | Albania (bandiera) | P     | Marsel Çaka           |
| 33 | Albania (bandiera) | P     | Xhino Sejdo           |
| 71 | Albania (bandiera) | P     | Princ Çali            |
| 2  | Albania (bandiera) | D     | Elvis Sina            |
| 3  | Italia (bandiera)  | D     | Francesco Pigoni      |
| 4  | Albania (bandiera) | D     | Gentjan Muça          |
| 5  | Albania (bandiera) | D     | Arjan Pisha           |
| 6  | Albania (bandiera) | D     | Erion Dushku          |
| 11 | Albania (bandiera) | D     | Nertil Ferraj         |
| 18 | Albania (bandiera) | D     | Eugen Shima           |
| 19 | Albania (bandiera) | D     | Erion Hoxhallari      |
| 23 | Albania (bandiera) | D     | Julian Ahmataj        |
| 25 | Albania (bandiera) | D     | Ardit Peposhi         |
| 7  | Albania (bandiera) | C     | Fatmir Hysenbelliu    |

| N. |                           | Ruolo | Calciatore      |
| -- | ------------------------- | ----- | --------------- |
| 8  | Albania (bandiera)        | C     | Mensur Limani   |
| 10 | Albania (bandiera)        | C     | Klodian Duro    |
| 13 | Albania (bandiera)        | C     | Erando Karabeçi |
| 16 | Albania (bandiera)        | C     | Entonjo Pashaj  |
| 22 | Albania (bandiera)        | C     | Darjo Xhuti     |
| 26 | Albania (bandiera)        | C     | Afrim Taku      |
| 28 | Albania (bandiera)        | C     | Elton Muçollari |
| 43 | Albania (bandiera)        | C     | Mateos Çake     |
| 9  | Albania (bandiera)        | A     | Arbër Abilaliaj |
| 11 | Albania (bandiera)        | A     | Hanc Llagami    |
| 14 | Rep. del Congo (bandiera) | A     | Herby Fortunat  |
| 20 | Albania (bandiera)        | A     | Mirel Çota      |
| 21 | Albania (bandiera)        | A     | Eleandro Pema   |
| 27 | Albania (bandiera)        | A     | Mario Morina    |